# Sieciechowice (gromada)
Sieciechowice – dawna gromada, czyli najmniejsza jednostka podziału terytorialnego Polskiej Rzeczypospolitej Ludowej w latach 1954–1972.
Gromady, z gromadzkimi radami narodowymi (GRN) jako organami władzy najniższego stopnia na wsi, funkcjonowały od reformy reorganizującej administrację wiejską przeprowadzonej jesienią 1954 do momentu ich zniesienia z dniem 1 stycznia 1973, tym samym wypierając organizację gminną w latach 1954–1972.
Gromadę Sieciechowice z siedzibą GRN w Sieciechowicach utworzono – jako jedną z 8759 gromad na obszarze Polski – w powiecie olkuskim w woj. krakowskim, na mocy uchwały nr 28/IV/54 WRN w Krakowie z dnia 6 października 1954. W skład jednostki weszły obszary dotychczasowych gromad Sieciechowice, Celiny, Lesieniec, Grzegorzewice Wielkie, Grzegorzewice Małe i Władysław ze zniesionej gminy Minoga w tymże powiecie. Dla gromady ustalono 27 członków gromadzkiej rady narodowej.
1 stycznia 1955 gromadę przyłączono do powiatu miechowskiego w tymże województwie.
1 stycznia 1969 do gromady Sieciechowice przyłączono wsie Laski Dworskie i Wysocice ze zniesionej gromady Wysocice.
Gromada przetrwała do końca 1972 roku, czyli do kolejnej reformy gminnej.